# NGC 4082
NGC 4082 este o liner situată în constelația Fecioara. A fost descoperită în 25 martie 1865 de către Albert Marth.